# فرودگاه صحرایی کانویا
فرودگاه صحرایی کانویا (به انگلیسی: Kanoya Air Field) یک فرودگاه نظامی است که یک باند فرود بتن دارد و طول باند آن ۲۲۵۰ متر است. این فرودگاه در شهر کانویا کشور ژاپن قرار دارد .